# Comuna Șuncuiuș, Bihor
Șuncuiuș (în maghiară Vársonkolyos) este o comună în județul Bihor, Crișana, România, formată din satele Bălnaca, Bălnaca-Groși, Șuncuiuș (reședința) și Zece Hotare.

## Demografie
Componența etnică a comunei Șuncuiuș
     Români (84,81%)
     Romi (9,48%)
     Maghiari (1,35%)
     Alte etnii (0,4%)
     Necunoscută (3,95%)
Componența confesională a comunei Șuncuiuș
     Ortodocși (75,8%)
     Penticostali (14,48%)
     Baptiști (2,46%)
     Alte religii (3,1%)
     Necunoscută (4,15%)
Conform recensământului efectuat în 2021, populația comunei Șuncuiuș se ridică la 2.963 de locuitori, în scădere față de recensământul anterior din 2011, când fuseseră înregistrați 3.259 de locuitori. Majoritatea locuitorilor sunt români (84,81%), cu minorități de romi (9,48%) și maghiari (1,35%), iar pentru 3,95% nu se cunoaște apartenența etnică. Din punct de vedere confesional, majoritatea locuitorilor sunt ortodocși (75,8%), cu minorități de penticostali (14,48%) și baptiști (2,46%), iar pentru 4,15% nu se cunoaște apartenența confesională.

## Politică și administrație
Comuna Șuncuiuș este administrată de un primar și un consiliu local compus din 11 consilieri. Primarul, Doru Gabor[*], de la Partidul Național Liberal, este în funcție din 2004. Începând cu alegerile locale din 2024, consiliul local are următoarea componență pe partide politice:
|  | Partid                                 | Consilieri | Componența Consiliului | Componența Consiliului | Componența Consiliului | Componența Consiliului |
|  | -------------------------------------- | ---------- | ---------------------- | ---------------------- | ---------------------- | ---------------------- |
|  | Partidul Național Liberal              | 4          |                        |                        |                        |                        |
|  | Alianța pentru Unirea Românilor        | 2          |                        |                        |                        |                        |
|  | Partidul Social Democrat               | 2          |                        |                        |                        |                        |
|  | Uniunea Democrată Maghiară din România | 1          |                        |                        |                        |                        |
|  | Partidul Mișcarea Populară             | 1          |                        |                        |                        |                        |
|  | Popa Ioan                              | 1          |                        |                        |                        |                        |

## Obiective turistice
- Defileul Crișului Repede - Pădurea Craiului (sit de importanță comunitară inclus în rețeaua europeană Natura 2000 în România).
- Peștera Vântului
- Peștera Izbândiș și Izbucul Izbândiș
- Peștera Bătrânului
- Peștera Unguru Mare
- Peștera Unguru Mic
- Peștera Moanei
- Cheile Mișidului
- Pietrele Albe

## Personalități născute aici
- Iosif Erdei (1974 - 2014), fotbalist.